# Raión de Borodianka
Borodianka (en ucraniano: Бородянський район) es un raión o distrito de Ucrania en el óblast de Kiev. 
Comprende una superficie de 934 km².
La capital es la ciudad de Borodianka.

## Demografía
Según estimación 2010 contaba con una población total de 57481 habitantes.

## Otros datos
El código KOATUU es 3221000000. El código postal 07800 y el prefijo telefónico +380 4577.